# WISEA J114724.10−204021.3
Désignations
WISEA J114724.10-204021.3, informellement abrégé en WISEA 1147, est une naine brune membre de l'association de TW Hydrae qui n'est associée à aucun système,,.
La naine brune a été découverte en utilisant les informations du satellite WISE (Wide-field Infrared Survey Explorer) de la NASA et le 2MASS (Two Micron All Sky Survey). Les chercheurs pensent que WISEA 1147 est une naine brune, car elle est située au sein d'un groupe d'étoiles et n'est âgée que de 10 millions d'années. Cet objet libre de masse planétaire est 5 à 10 fois plus massif que Jupiter.